# Marillenschnaps

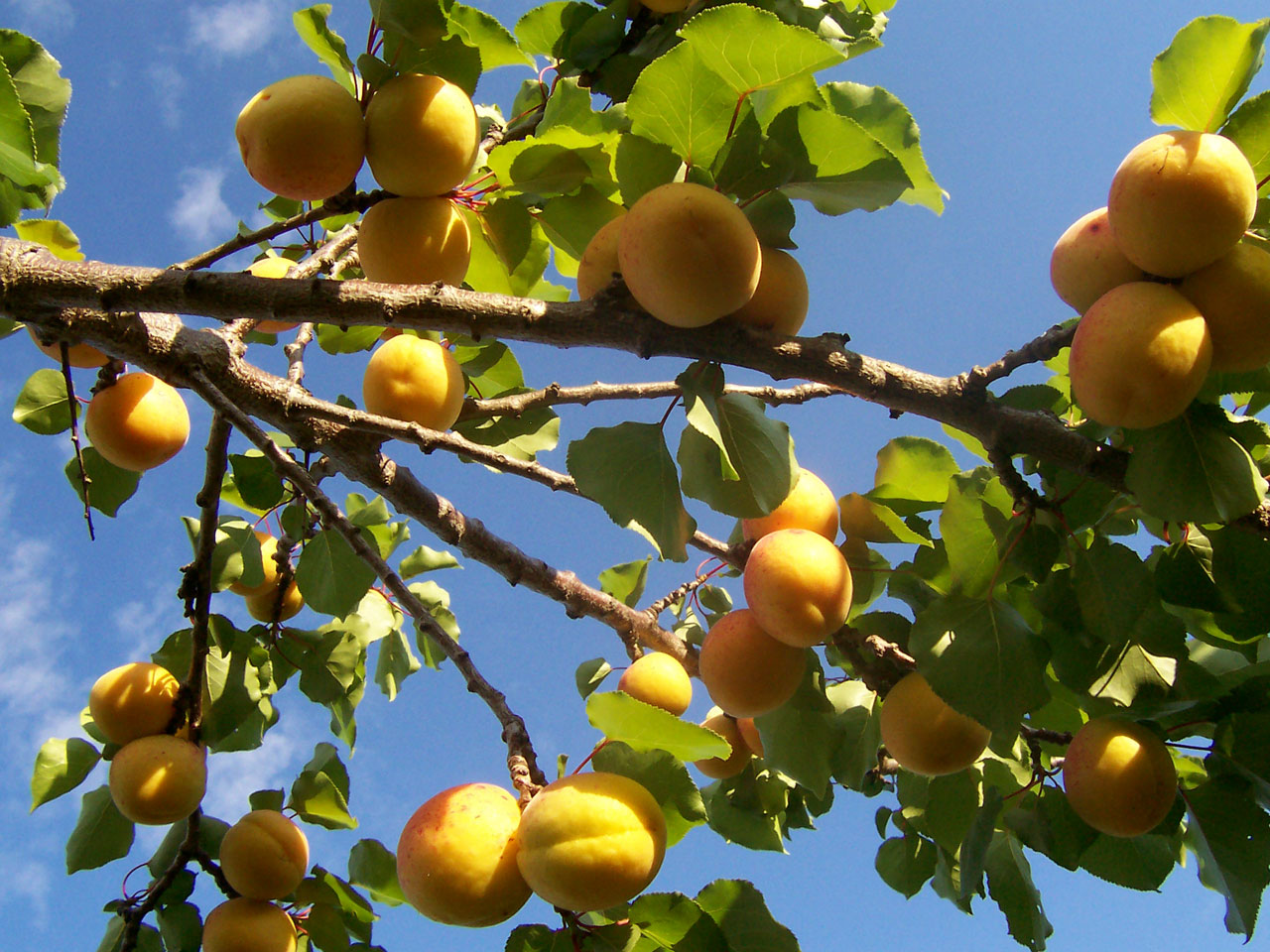
Marillen am Baum

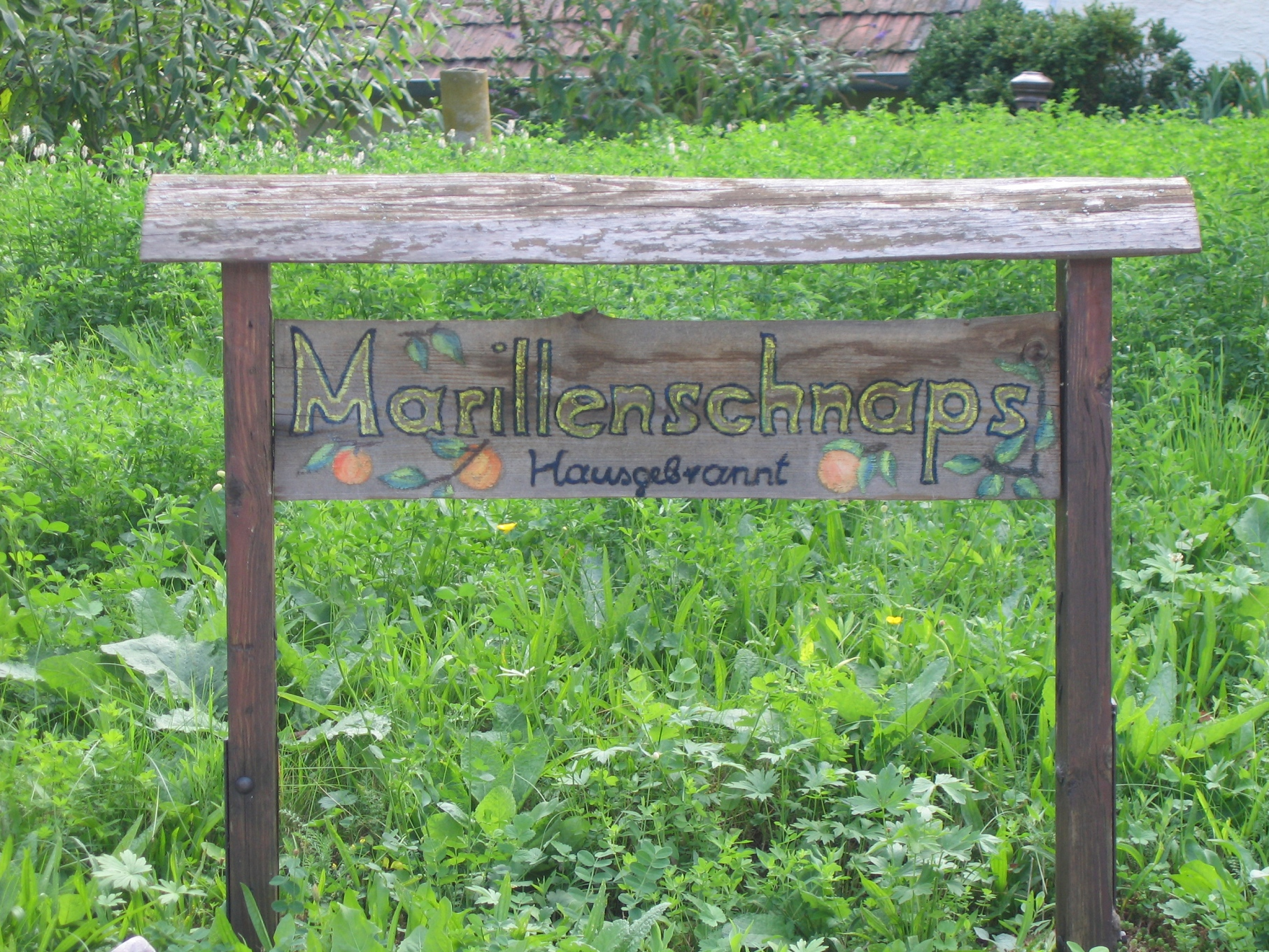
Werbung für hausgebrannten Marillenschnaps, bei Rossatz

Marillenschnaps oder Marillenbrand ist ein Obstbrand aus Marillen (Aprikosen). Traditionell kommt Marillenschnaps hauptsächlich aus der Wachau in Österreich sowie aus dem Obstanbaugebiet um die Stadt Kecskemét in Ungarn. Die bekannteste österreichische Marke wird von der 1872 gegründeten Kremser Firma Bailoni hergestellt. Viele kleine Hausbrennereien von Winzern und Obstbauern in der Wachau, aber auch dem Weinviertel stellen ebenfalls einen ausgezeichneten Marillenschnaps her. Die ungarische Variante ist unter dem Namen Barack Pálinka bekannt. Neben dem Slivovic ist Barack Pálinka der bekannteste Obstbrand Südosteuropas. Barack Pálinka ist eine geschützte Herkunftsbezeichnung. Nur Ungarn und vier österreichische Bundesländer dürfen Barackpálinka in Verkehr bringen. Weder der Maische noch dem Pálinka dürfen zusätzliche Aromastoffe oder Zucker hinzugefügt werden.
Die Marille zählt zu den Rosengewächsen und ist ein wichtiger Brennereirohstoff in Österreich. Besonders in der Wachau, dem Marillenhauptanbaugebiet, ist das Marillendestillat häufig zu finden. Bei Marillen ist es wichtig, nach Möglichkeit keine Schattenfrüchte zu verarbeiten, da nur besonnte Früchte ein wirklich gutes und intensives Aroma aufweisen. Marillen reifen früh – haben sich die Marillenknospen einmal geöffnet, kann eine Nacht mit Frost die gesamte Ernte ruinieren. Marillen sollten vollreif verarbeitet werden, unreife Früchte bringen kein Aroma in das Produkt. Weiche Marillen, die teilweise schon braun werden, sind zwar Hauptbrennware, jedoch ergeben sie kein elegantes Produkt. In der Regel weisen Marillen einen Zuckergehalt von 8 % auf, der Hauptbestandteil ist Saccharose. Guter Marillenschnaps ist wasserklar. Der Alkoholgehalt beträgt rund 40 %, mit kleinen Abweichungen je nach Hersteller. Aus 100 kg vollreifer Früchte werden ca. 8 l Marillenschnaps dieser Stärke gewonnen.
Marillenschnaps zählt zur Gruppe der Spirituosen aus Obst. Es handelt sich dabei um gestreckte, das heißt mit Alkohol landwirtschaftlichen Ursprungs verdünnte Edelbrände. Der Destillatanteil im Schnaps muss mindestens 33 % des Gesamtalkohols betragen. Die Alkoholkonzentration muss mindestens 35 % vol. betragen. Ein Marillenbrand ist ein Edelbrand aus 100 % Destillat, das mit Wasser auf Trinkstärke eingestellt wird. Die Trinkstärke von Obstedelbränden beträgt mindestens 37,5 % vol. Bei Edelbränden stammt der Alkohol ausschließlich aus der namensgebenden Frucht. Der typische Brand aus reinen Marillen riecht leicht nach frischen Marillen mit einem Anflug von Rosenduft. Am Gaumen stellt sich ein liebliches, zartes Geschmacksbild ein, das an saftige, vollreife Marillen erinnert.